# Révolte de Tlemcen (1626)
 (mars 2025).
Motif : notoriété sur la durée?
- Archive Wikiwix
- Bing
- Cairn
- DuckDuckGo
- E. Universalis
- Gallica
- Google
- G. Books
- G. News
- G. Scholar
- Persée
- Qwant
- (zh) Baidu
- (ru) Yandex

| 1. | Préciser le motif de la pose du bandeau. | Précisez le motif de la pose du bandeau en utilisant la syntaxe suivante : {{admissibilité à vérifier\|date=avril 2025\|motif=remplacez ce texte par le motif}}                                |
| 2. | Informer les utilisateurs concernés.     | Pensez à avertir le créateur de l'article, par exemple, en insérant le code ci-dessous sur sa page de discussion : {{subst:avertissement admissibilité à vérifier\|Révolte de Tlemcen (1626)}} |

 (avril 2025).
La révolte de Tlemcen en 1626 est un soulèvement dirigé par un marabout et les notables de Tlemcen contre la domination de l'Empire ottoman. Exaspérés par la tutelle des Janissaires, les rebelles tentent de reprendre le contrôle de leur ville et de secouer la domination ottomane.

## Contexte
Depuis le XVIᵉ siècle, l'Empire ottoman exerce son contrôle sur le Maghreb central, incluant Tlemcen, une ville au riche passé historique. Cette domination ottomane suscite des tensions parmi les populations locales, notamment à Tlemcen, où les élites traditionnelles souhaitent regagner leur autonomie.

## Déroulement de la bataille
En 1626, un marabout influent, soutenu par les notables de Tlemcen, rassemble environ 10 000 combattants pour renverser l'autorité ottomane. En réponse, les autorités ottomanes envoient une armée de 1 100 Janissaires et mercenaires pour réprimer la rébellion. 
Malgré leur supériorité numérue, les forces tlemcéniennes sont mises en déroute face à la discipline et à l’armement des Ottomans. L’armée rebelle subit de lourdes pertes.

## Répression et conséquences
Après la victoire ottomane :
- Le marabout et 32 des principaux chefs rebelles sont capturés et exécutés.
- Leurs corps sont vidés et remplis de paille, et leurs têtes sont empaillées puis plantées sur des piques.
- Les soldats ottomans ramènent ces trophées macabres à Alger, où ils les exhibent en signe de triomphe.

Cette répression brutale vise à intimider les populations locales et à empêcher toute nouvelle révolte contre l'autorité ottomane.

## Conséquences
La révolte de 1626 marque un échec pour les notables de Tlemcen, qui restent sous l'autorité ottomane. Cet épisode illustre la difficulté des populations locales à secouer le joug ottoman face à la puissance militaire des Janissaires. Toutefois, les tensions entre les autorités ottomanes et certaines tribus ou villes se poursuivent jusqu'à l’affaiblissement progressif du pouvoir ottoman en Afrique du Nord.